# 西瓦尼庫
西瓦尼庫（Sibanicú）是古巴共和国卡马圭省的一个市镇。

## 地理和人口
2004年，西瓦尼庫的人口为31117人，总面积为736平方公里，人口密度为42.3人/平方公里，所在時區為西五區。